# Pasgen ap Cyngen
Pasgen ap Cyngen (500? – 540?) è stato sovrano del Powys (nell'odierno Galles).
Pasgen era il figlio di Cyngen Glodrydd, da cui ereditò il regno attorno al 530. Visse in uno dei periodi più oscuri della storia inglese e per questo non si conosce nulla di certo su di lui.  Alla sua morte il regno passò al figlio Morgan ap Pasgen.